# Iluminação pública

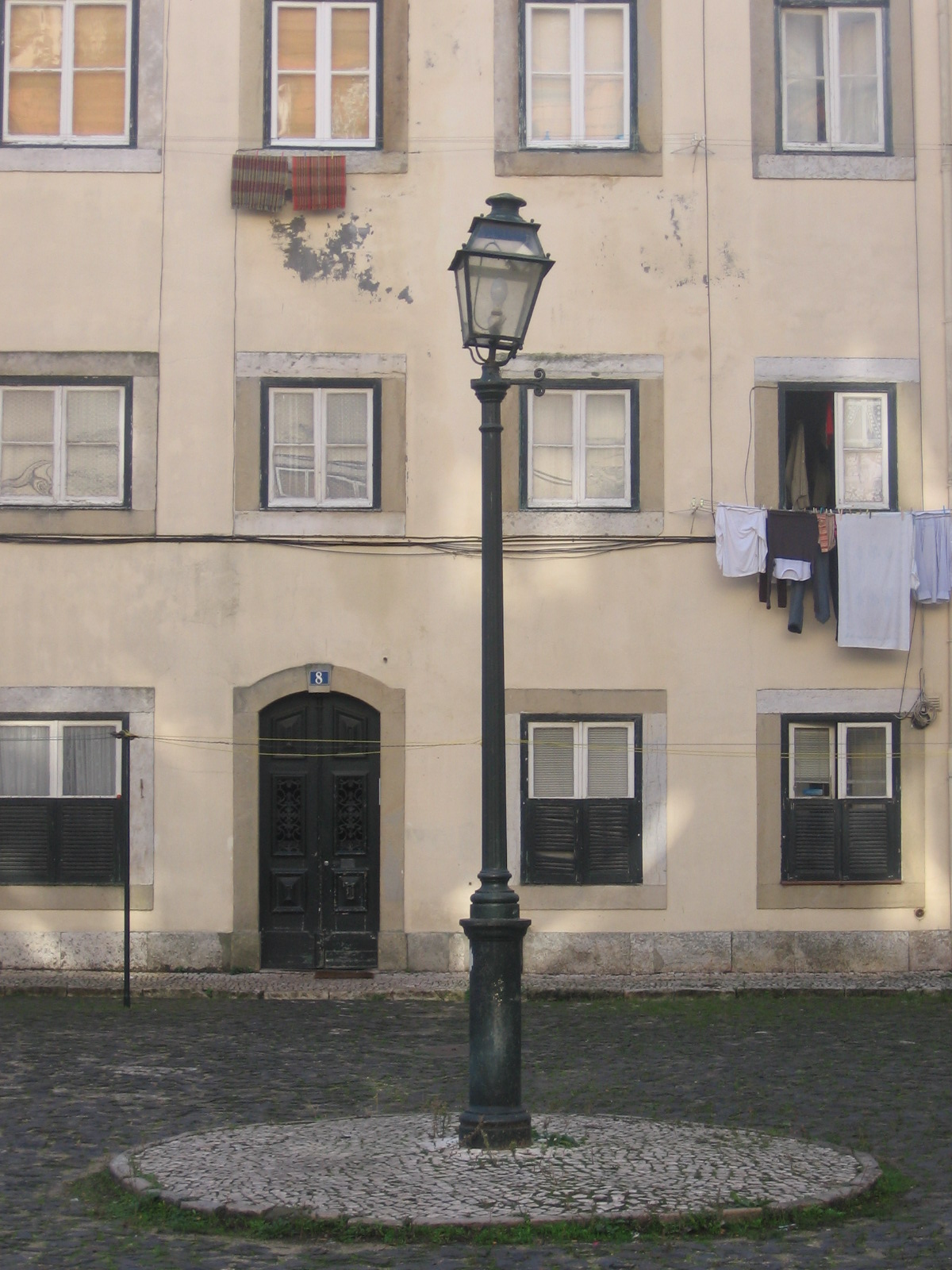
Antigo candeeiro de iluminação pública. Graça, Lisboa.

Iluminação pública é o sistema de iluminação noturna das cidades.
A iluminação pública é essencial à qualidade de vida nos centros urbanos, atuando como instrumento de cidadania, permitindo aos habitantes desfrutar, plenamente, do espaço público no período noturno.
Já vai longe a época em que as candeias, penduradas em raros e privilegiados pontos, constituíam o precaríssimo meio de “iluminar” os logradouros públicos, sem nenhum fundamento técnico e longe de qualquer pretensão urbanística. Rua iluminada era, então a que não ficava totalmente às escuras nas noites em que a lua, por ausente, não se incumbia de lutar contra as trevas.
Em 1417, o “Mayor” de Londres, ordenando a colocação de lanternas em alguns pontos da cidade, parece ter feito a primeira iluminação pública. Dois séculos mais tarde, em Paris, foi ordenada a colocação de luzes nas janelas das casas dando para a rua, como meio de reduzir o crime.
Além de estar diretamente ligada à segurança pública no tráfego, a iluminação pública previne a criminalidade, embeleza as áreas urbanas, destaca e valoriza monumentos, prédios e paisagens, facilita a hierarquia viária, orienta percursos e aproveita melhor as áreas de lazer.
A melhoria da qualidade dos sistemas de iluminação pública traduz-se em melhor imagem da cidade, favorecendo o turismo, o comércio, e o lazer noturno, ampliando a cultura do uso eficiente e racional da energia elétrica, contribuindo, assim, para o desenvolvimento social e econômico da população.
Os postes de iluminação pública passam por um revestimento em zinco para não terem nenhum tipo de corrosão, além de passarem por um processo de banho quente até atingirem a eletrogalvanização.
Assim como qualquer fonte de luz, a iluminação pública pode ser uma fonte de poluição luminosa. Ela é uma das principais causas do ofuscamento do céu noturno e impedimento da prática astronômica. Além disso, pode ter consequências para a saúde humana, com a atração de insetos vetores de doenças tais como malária, mal de Chagas e leishmaniose.

## No Brasil

### Sistemas de iluminação pública
Há relatos no século XIX de estudantes da Faculdade de Direito que reclamavam do cheiro das ruas do centro de São Paulo, iluminadas com lampiões de óleo de peixe. Queixavam-se também da escuridão, que trazia outro problema. Era impossível caminhar pelo centro sem pisar num sapo — animais que fugiam do Rio Tamanduateí — ou desviar do barro nas ruas.
Quando os portugueses chegaram ao Brasil, trouxeram o sistema de iluminação usado na Europa, os lampiões, lá abastecidos com óleo de baleia. Por se tratar de uma substância cara, os brasileiros a substituíram pelo óleo de peixe e de mamona. Cada cidadão iluminava a própria casa. Eram os lampiões instalados e públicas que clareavam as ruas. A partir de 1830, a iluminação passou a ser responsabilidade da prefeitura, que tinha funcionários com a função de acender os lampiões quando a cidade escurecia.
Em 25 de março de 1854, o banqueiro Irineu Evangelista Sousa, o Barão de Mauá, instalou lampiões a gás no Rio de Janeiro, mais eficientes que os antigos. A cidade começou a ficar mais clara. Em São Paulo, esse processo se deu em 1863, pela São Paulo Gás Company Ltd. Dez anos depois, as ruas paulistanas já possuíam 700 lampiões a gás, que incluíam os que iluminavam pela primeira vez a Catedral da Sé, no centro. A primeira cidade do Brasil a ter luz elétrica nas ruas foi Campos, no Rio de Janeiro, em 1883.
Em 1856, a Província do Amazonas decretou a instalação de 25 lampiões a gás em Manaus, que se realizou posteriormente. Em 1869, foi contratado o serviço de iluminação pública a querosene, executado pela empresa Thury & Irmão. O contrato estabelecia a quantidade de 60 lampiões dispostos em postes de madeira de 12 palmos de altura e que produziria o equivalente a 5 velas espermacete de luminosidade. Em 22 de outubro de 1896, a empresa Manaós Electric Lighting Company inaugurou o sistema de iluminação pública elétrico nas ruas de Manaus.
Até os anos 60, a iluminação pública era através de lâmpadas incandescentes, e em alguns lugares lâmpada fluorescentes, a partir daí, começou a introdução das lâmpadas de vapor de mercúrio (brancas) na iluminação pública das cidades. Posteriormente, a partir dos anos 90, houve a introdução das lâmpadas de vapor de sódio (amarelas), e mais recentemente, no século XXI, está havendo a introdução de lâmpadas de vapor metálico (brancas), e também das lâmpadas de Led (brancas).
A partir de 2013, a cidade de Manaus passou pela substituição total da iluminação pública por lâmpadas de LED. O modelo de substituição foi escolhido através de Parceria-Público-Privada (PPP) na gestão do então prefeito Arthur Virgílio Neto. Em 2023 a concessionária informou que Manaus atingiu 100% de cobertura por LED na iluminação pública.
Há algumas cidades, principalmente no interior paulista, onde todas as lâmpadas já são de vapor de sódio (amarelas), tais como: Rio Claro, São Carlos e outras. Na cidade de São Paulo, ainda temos em sua maioria as lâmpadas de vapor de mercúrio (brancas), pois desde o ano de 2001, quando a Prefeitura criou a Ilume, para resolver os problemas de iluminação pública de forma mais avançada, infelizmente o objetivo não foi alcançado, pois durante alguns anos, praticamente essa tendência ficou estagnada, sendo que a partir de 2011, é que foi retomada mais objetivamente, ou seja; começaram a usar recursos próprios; sendo que ainda não usam os recursos do chamado Reluz do governo federal.

### Regulamentação dos serviços de iluminação pública
Sob o ponto de vista constitucional, a prestação dos serviços públicos de interesse local — nos quais se insere a iluminação pública — é de competência dos municípios. Com base nos artigos 30 e 149-A da Constituição Federal, cabe ao município a obrigação de organizar e prestar, diretamente ou sob regime de concessão ou permissão, os serviços públicos, incluindo-se aí a iluminação pública. Por se tratar, também, de um serviço que requer o fornecimento de energia elétrica, está submetido, neste particular, à legislação federal. As condições de fornecimento de energia destinado à iluminação pública, assim como ao fornecimento geral de energia elétrica, são regulamentadas especificamente pela Resolução ANEEL n.º 456/2000. Esta resolução substitui as antigas Portarias DNAEE 158/89 (específica de Iluminação Pública) e DNAEE 466/97 (das condições gerais de fornecimento de energia elétrica).
A concessão de serviço público é basicamente, o contrato administrativo formal (firmado mediante licitação, na modalidade de concorrência), que tem como objetivo a delegação da execução de um serviço do Poder Público ao particular, que se remunerará dos gastos com o empreendimento e dos ganhos normais do negócio, através de uma tarifa cobrada aos usuários. O Poder Público, a fim de desencadear o processo que objetive a concessão, publicará ato justificando a conveniência da respectiva outorga e já definindo objeto, área e prazo. Subsequentemente, publicará o edital de licitação — nos termos das Leis Federais 8 666/93, 8 883/94 e 8 987/95 (art. 18) — sob a modalidade da concorrência.
Os interessados habilitar-se-ão com a apresentação de documentação relativa à habilitação jurídica, qualificação técnica e econômico-financeira e regularidade fiscal, sendo permitida, caso o edital assim disponha, a participação de empresas em consórcio. Habilitados, os licitantes apresentarão suas propostas atendendo aos requisitos preestabelecidos no edital e qualquer pessoa poderá obter certidão sobre atos, contratos, decisões ou pareceres relativos à licitação ou às próprias concessões ou permissões.
A Agência Nacional de Energia Elétrica - ANEEL é, atualmente, o órgão regulador e fiscalizador dos serviços de energia elétrica no Brasil, em substituição ao DNAEE - Departamento Nacional de Águas e Energia Elétrica. A ANEEL é o que podemos chamar de agência reguladora. A Agência Nacional de Energia Elétrica (ANEEL), autarquia em regime especial vinculada ao Ministério de Minas e Energia, foi criada para regular o setor elétrico brasileiro, por meio da Lei n.º 9 427/1996 e do Decreto n.º 2 335/1997. As agências reguladoras têm origem, como notícia Odete Medauar, com a criação nos Estados Unidos, em 1887, da Interstate Commerce Comission, para disciplinar os negócios privados. As agências reguladoras têm objetivos elevados, por assim dizer. Seus dirigentes têm mandato fixo e estabilidade, são indicados pelo presidente da República e precisam ser aprovados pelo Senado. Gozam de autonomia quase igual à dos magistrados. Seus servidores são admitidos em concursos rigorosos e a remuneração é adequada. Registre-se que as agências não se restringem às criadas pela União. Aos estados e municípios também se faculta a criação de suas agências, para tratar de temas de seus respectivos interesses.
Com relação a questões normativas, o Supremo Tribunal Federal já se manifestou sobre a questão do poder normativo das agências, quando do julgamento da medida cautelar da Ação Direta de Inconstitucionalidade n.º 1668-DF, em 1997. Em tal demanda, o STF apreciou a constitucionalidade de diversos dispositivos da Lei n.º 9 472/97 (Lei Geral de Telecomunicações), dentre os quais o art. 19, IV e X, que preveem a competência normativa da ANATEL. Apesar de a lei analisada ser específica para a ANATEL, o entendimento fixado pelo STF pode ser perfeitamente estendido às demais agências, incluindo a ANEEL. Como destacado pelo Ministro Sepúlveda Pertence à época "nada impede que a Agência tenha funções normativas, desde, porém, que absolutamente subordinadas à legislação, e, eventualmente, às normas de segundo grau, de caráter regulamentar entenda baixar".
Dentro desse âmbito normativo, as Resoluções ANEEL n.º 587–2013 e 414–2010 estabelecem que mediante contrato ou convênio o concessionário poderá efetuar os serviços de iluminação pública, ficando o Poder Público Municipal responsável pelas despesas decorrentes. Entretanto, quando o ponto de entrega da energia se dá no bulbo da lâmpada, os serviços de operação e manutenção, inclusive seus custos são de responsabilidade da concessionária.
A Resolução 414 de 2010 trouxe certa polêmica ao ordenar que as empresas distribuidoras de energia elétrica transferissem o sistema de iluminação pública, registrado como Ativo Imobilizado em Serviço (AIS) — conjunto de todos os bens, instalações e direitos que, direta ou indiretamente, concorram, exclusiva e permanentemente, para manutenção das atividades da concessionária de serviço público de energia elétrica, ou exercidos com essa finalidade, inclusive os de propriedade industrial e comercial —, para o patrimônio de pessoas jurídicas de direito público competentes. Com essa transferência, os municípios brasileiros passariam a ser materialmente responsáveis pelos serviços, realizando tarefas como a reposição de lâmpadas e manutenção. Apesar de que em 2015 havia relatos de que 64% dos municípios já tinham assumido os serviços de iluminação pública, várias decisões surgiram para prorrogar o prazo para os municípios que não conseguiram se adequar. Vale ressaltar que a ANEEL havia dado prazo máximo de 31 de dezembro de 2014 para que todos se adequassem.
Uma das maiores preocupações relacionadas ao processo de transferência, é o estado em que se encontram os ativos de iluminação pública, em grande parte, fora de norma, obsoleto, degradado além de sucateado. Nesse sentido, com a entrada em vigor da Resolução 587/2013, o gestor público deverá exigir da distribuidora a entrega desses equipamentos dentro das condições de operação e respeitando as normas da ABNT, em especial a NBR 15129:2012 (Luminárias para iluminação pública — requisitos particulares), sendo vedada a entrega de luminárias abertas, com lâmpadas queimadas ou com difusores quebrados.
Deve-se ressaltar que o serviço de iluminação pública vai muito além do pagamento, pelo Município, das contas relativas à energia consumida pelas lâmpadas instaladas em logradouros públicos. Segundo a Resolução Normativa ANEEL 414/2010 mencionada, ele abrange “a elaboração de projeto, a implantação, expansão, operação e manutenção das instalações de iluminação pública”, bem como a “ampliação de capacidade ou reforma de subestações alimentadoras e linhas já existentes, quando necessárias ao atendimento das instalações de iluminação pública”.
Um outro ponto polêmico sobre a questão da iluminação pública foi a instituição da COSIP (Contribuição de Iluminação Pública) — A finalidade dessa contribuição é custear o serviço de iluminação pública, tanto em sua implantação, quanto em sua manutenção, tendo sido autorizada sua cobrança na fatura de energia elétrica —, que foi introduzida no ordenamento por meio da Emenda Constitucional n.º 39, que acrescentou o art. 149-A ao Título VI, Capítulo I da Constituição Federal. Muito se questionou uma vez que a iluminação pública não é um serviço que se possa custear por meio de taxa, pois é serviço geral e indivisível, presta-se a arcar com serviços "uti universi", direcionados a toda a coletividade, o que levaria ao campo dos serviços financiados por meio dos impostos. Contudo, isso não é possível, em virtude da expressa vedação constitucional à possibilidade de se vincular, para qualquer fim, as receitas provenientes dos impostos, positivada no art. 167, inciso IV, da Constituição Federal. Com o Recurso Extraordinário 573.675-0, o Supremo Tribunal Federal declarou a constitucionalidade da contribuição de iluminação pública, categorizando-a como um novo tipo de contribuição, que refoge aos padrões estabelecidos nos artigos 149 e 195 da Constituição Federal. Vale destacar que a COSIP também é questionada devido ao fato que já estaria coberta pelo pagamento de IPTU.
Todos esses conflitos apresentados mostram a problemática do tema de infraestrutura no Brasil. Eles "servem à reflexão sobre um sistema federativo cooperativo capaz de conformar pacificamente os interesses dos entes políticos e suas concessionárias e serviços públicos com os interesses dos entes detentores de infraestrutura e, o que é mais importante, com os interesses dos próprios cidadãos". Como destaca Thiago Marrar em artigo apresentado no 1.º Encontro Nacional Conpedi/Anpur, realizado em novembro de 2003, em Angra dos Reis/RJ no Brasil "os sistemas de regulação de serviços e atividades que emergem após a exaustão do modelo de oferta estatal nos anos 90 não são suficientes para controlar e direcionar as implicações urbanas e ambientais das redes de infraestrutura, restringindo-se aos seus aspectos econômicos". Alguns dos movimentos para se tentar mudar isso, conforme destaca o mesmo autor, foram os chamados "Estudo de Impacto Ambiental (EIA) e o Estudo sobre Impacto de Vizinhança (EIV). Por meio desses mecanismos, verifica-se, previamente, a viabilidade da construção e da permanência das redes em um ambiente definido em prol da convivência dos elementos técnicos e urbanos". O EIV foi consagrado no Estatuto da Cidade de 2001. Com isso, a "realização de alguns empreendimentos, públicos ou privados, dependerão da elaboração de estudos prévios sobre seu impacto urbano, incluindo os efeitos relativos ao adensamento do tráfego populacional, à proteção da paisagem urbana, ao patrimônio natural e cultural. Assim, para que possam obter licenças de construção, ampliação e funcionamento, expedidas pelo Poder Público Municipal, o empreendedor dependerá das conclusões dos referidos estudos".
Nessa ideia de pacificação de interesses, pode-se dizer que a busca da Parceria Público Privada, as chamadas PPPs, na área da iluminação pública poderão trazer grandes ganhos, sendo São Paulo um exemplo disso. Se realmente sair do papel, a "previsão é que, nos cinco primeiros anos, a empresa escolhida troque todas as lâmpadas de vapor de sódio ou mercúrio, com coloração amarela, por lâmpadas de LED, com luz branca. Na sequência, precisará expandir os pontos de iluminação até que a cidade alcance, em 2035, 715.500 lâmpadas de LED instaladas. A expectativa é que haja "um grande ganho energético da cidade e a previsão é que uma pequena termoelétrica poderia ser desligada somente com a economia de energia gerada na cidade".
Ressalta-se que as chamadas Parcerias Público-Privadas (PPP) são contratos de prestação de obras ou serviços não inferior a R$ 20 milhões, com duração mínima de 5 anos e no máximo 35 anos, firmado entre empresa privada e o governo federal, estadual ou municipal. O instituto das PPPs surgiu e desenvolveu-se principalmente na Inglaterra, onde vários serviços públicos foram repassados, com vantagem, à iniciativa privada.

## Em Portugal
Por volta das décadas de 1780 e 1790, o então intendente-geral da polícia, Pina Manique, ordenou a realização de um ensaio, obrigando os comerciantes a construir e pagar as suas próprias lamparinas. O sistema de iluminação pública só começou a operar de forma regular na cidade de Lisboa no ano de 1848, através da Companhia Lisbonense de Iluminação a Gás. À época, as luminárias funcionavam a gás, azeite ou petróleo.
A primeira instalação conhecida de iluminação pública elétrica em Lisboa foi inaugurada no dia 30 de outubro de 1878, quando seis candeeiros Jablochkoff, oferecidos pelo rei D. Luís à câmara municipal da capital portuguesa, foram ligados no Chiado. Estes candeeiros haviam sido utilizados pela primeira vez no dia 28 de setembro desse ano, aquando das festas de aniversário do príncipe D. Carlos, na Cidadela de Cascais. Foi preciso esperar alguns anos, até 1887, para que a câmara municipal de Lisboa celebrasse um contrato para a eletrificação da Avenida da Liberdade e da Praça dos Restauradores. Tal ocorreu em maio de 1889, quando a iluminação elétrica foi instalada de forma definitiva no Chiado, na Rua do Ouro, na Praça D. Pedro IV (Rossio), na Praça do Município, na Praça dos Restauradores e na Avenida da Liberdade. Apesar de tal inovação, alguns candeeiros de iluminação pública em Lisboa operavam a gás até 1965, nomeadamente no bairro da Bica.
Em 1902, a CRGE (Companhias Reunidas de Gás e Electricidade) estendem a toda a cidade de Lisboa a iluminação eléctrica. Constituídas a partir da fusão da Companhia Lisbonense de Iluminação a Gás e da Companhia Gás de Lisboa, em 1891, a Câmara Municipal de Lisboa havia-lhes concedido o direito de "produzir, distribuir e vender gás e eletricidade destinada à iluminação pública e particular e a outros usos domésticos e industriais na área municipal da cidade de Lisboa".
A iluminação pública elétrica chegou à cidade de Braga em 1893, quando entrou em funcionamento a primeira rede capaz de abranger uma localidade, servida por um sistema gerador de energia com base numa máquina a vapor.
Em 2017 havia 3 milhões de luminárias em Portugal, das quais 5% utilizavam a tecnologia LED. A EDP Distribuição estimava, em julho de 2019, ter mais de 600 000 luminárias LED no continente português até ao final do ano, perfazendo cerca de 20% do número de focos de iluminação pública.